# Материалистка
«Материалистка» (англ. Materialists) — американская романтическая комедия, сценаристом и режиссёром которой стала Селин Сон. Главные роли в фильме исполнили Дакота Джонсон, Педро Паскаль и Крис Эванс. В США картина вышла в прокат 13 июня 2025 года, в России — 19 июня.
В первый уикенд картина заработала $12 млн и получила 86% позитивных отзывов от критиков.

## Сюжет
Неудавшаяся актриса, ставшая успешной свахой, Люси Мейсон работает в брачном агентстве Adore в Нью-Йорке. Добровольно соблюдающая целибат «вечная холостячка», она уверена, что либо умрёт в одиночестве, либо выйдет замуж за богача. Несмотря на профессиональный успех, Люси раздражают завышенные требования клиентов. Её давняя клиентка Софи готова снизить стандарты, но ни одно знакомство не перерастает во второе свидание.
Люси посещает свадьбу бывшей клиентки — уже девятую за свою карьеру. Невеста плачет, чувствуя, что выходит замуж по расчету и из чувства долга, но Люси убеждает её продолжить церемонию. На приёме к ней подходит финансист Гарри Кастильо, брат жениха, подслушавший, как Люси рекламирует свои услуги гостям. Он проявляет интерес, но она отвергает его, предлагая стать клиентом Adore.
Неожиданно Люси сталкивается с бывшим парнем Джоном Финчем, который подрабатывает официантом и всё ещё мечтает об актёрской карьере. Они вспоминают прошлые отношения, разрушенные финансовыми проблемами — например, ужином из уличной палатки в годовщину.
Гарри продолжает ухаживания, водя Люси в дорогие рестораны. Она сомневается в его искренности, и думает, что он может найти кого-то получше, но Гарри уверяет, что серьёзен. Их отношения становятся официальными, и Люси с новым энтузиазмом берётся за работу: новый кандидат Софи, Марк, хочет второго свидания. Но радость длится недолго — начальница Люси, Виолетт, сообщает, что Софи подверглась насилию со стороны Марка и теперь подаёт на Adore в суд.
Люси и Гарри идут на спектакль, где играет Джон. Хотя видно, что тот расстроен новыми отношениями Люси, он приглашает пару присоединиться к актёрской компании в баре после представления. Во время разговора наедине Джон замечает, что Люси чем-то расстроена, но его попытки утешить её невольно звучат снисходительно, и она тут же уходит с Гарри.  
Хотя Виолетт запрещает Люси контактировать с Софи из-за иска, та находит её и извиняется. Софи в ярости называет её “сутенёршей”, готовой подсунуть проблемного клиента первому встречному.
Собираясь в Исландию с Гарри, Люси находит в его чемодане обручальное кольцо. Позже ночью она узнаёт, что он сделал операцию по увеличению роста. Гарри уверен, что это изменило его жизнь, но злится, что Люси раскрыла правду. Хотя её чувства к нему не меняются, она понимает: они вместе лишь потому, что соответствуют списку требований, но не любят друг друга. Они расстаются.
Так как Люси сдала свою квартиру на время поездки, она идёт к Джону. Тот предлагает поехать за город на гонорар от спектакля. На свадьбе, куда они врываются без приглашения, Люси целует его. На вопрос Джона, возобновляются ли отношения, она признаётся, что её не устраивало его финансовое положение, хотя любовь была.
В это время Люси получает звонок от перепуганной Софи: Марк у её двери, а полиция бездействует. Люси и Джон мчатся в город, но Марк уже ушёл. Люси помогает оформить запретительный приказ, и они мирятся. Джон умоляет Люси дать им второй шанс, обещая больше стараться. Она соглашается.
Позже Софи встречается с новым кандидатом от Adore; Гарри тоже становится их клиентом. Виолетт предлагает Люси возглавить нью-йоркский филиал, но та собиралась уволиться. Во время встречи в Центральном парке Джон делает Люси предложение самодельным кольцом из цветка, и Люси отвечает «да» поцелуем. В финале показаны пары, включая Люси и Джона, получающие брачные свидетельства под песню Japanese Breakfast - My Baby (Got Nothing At All).

## В ролях
- Дакота Джонсон — Люси
- Крис Эванс — Джон
- Педро Паскаль — Гарри
- Марин Айрленд — Вайолет
- Дарья Некрасова — Дейзи

## Производство
О начале работы над фильмом стало известно в феврале 2024 года. Сценаристом и режиссёром фильма, получившего название «Материалистка», стала Селин Сон. Продюсерами стали Кристин Вашон и Памела Коффлер из Killer Films и Дэвид Хинохоса из 2AM. Компания A24 выступит сопродюсером, дистрибьютором в США и будет заниматься прокатом в других странах. В актёрский состав фильма вошли Дакота Джонсон, Педро Паскаль и Крис Эванс. На Европейском кинорынке Sony Pictures приобрела права на международную дистрибуцию за пределами России, Китая и Японии. В мае 2024 года к актёрскому составу присоединились Зои Уинтерс, Даша Некрасова, Луиза Якобсон, Фернандо Бело и Марин Айрленд.
Основные съёмки начались 29 апреля 2024 года в Нью-Йорке и завершились в июне 2024 года.